# Eschatarchia formosona
Eschatarchia formosona är en fjärilsart som beskrevs av Inoue 1970. Eschatarchia formosona ingår i släktet Eschatarchia och familjen mätare. Inga underarter finns listade i Catalogue of Life.